# تواصل شخصي

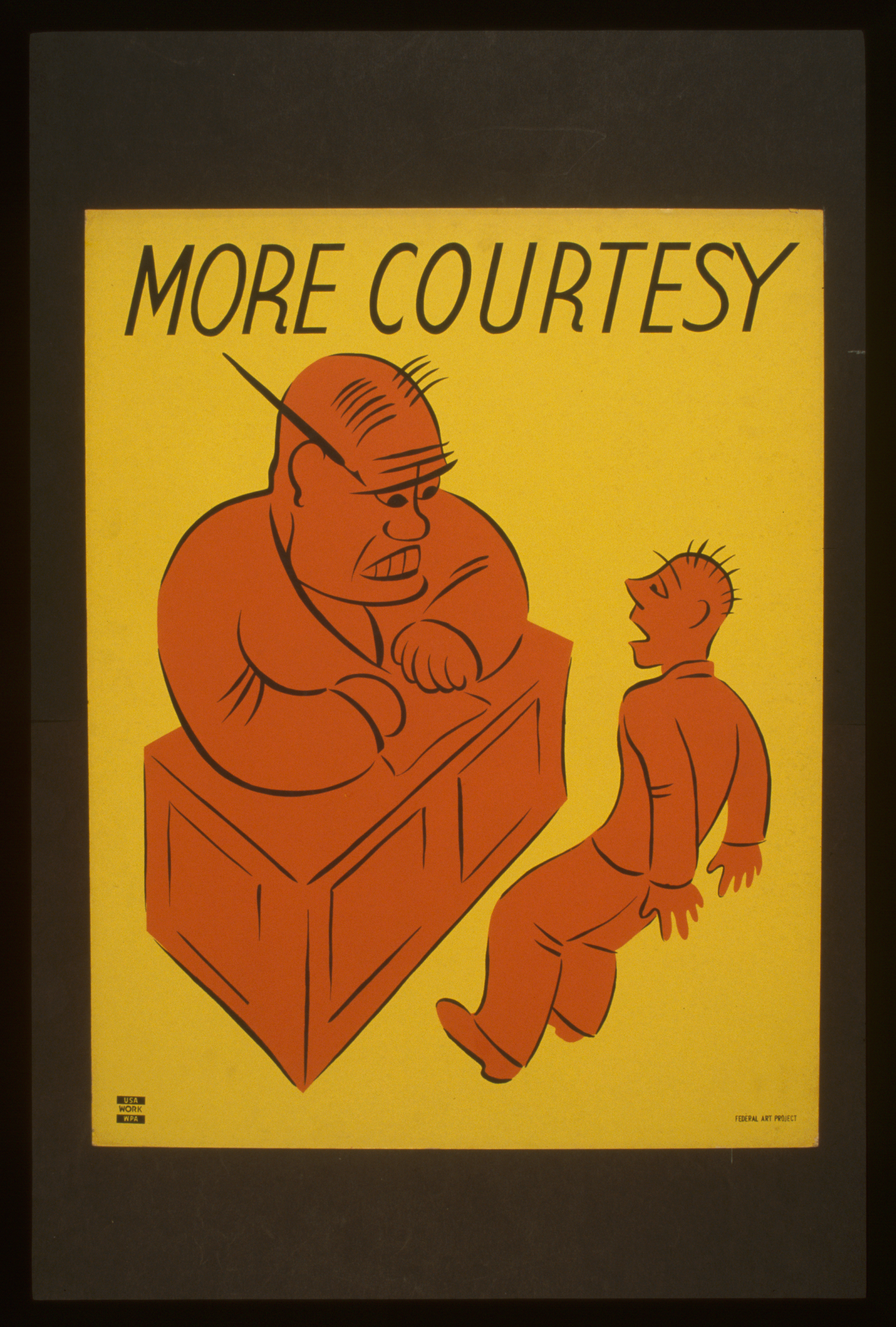

التواصل الشخصى هو تبادل المعلومات بين شخصين أو أكثر. وهو أيضاً مجال للدراسة. وهناك مهارات متعلقة به يمكن دراستها وتطويرها أيضاً وهناك رسالة يتم إرسالها ورسالة يتم استقبالها أثناء ذلك التواصل. ويمكن إجراء ذلك بطرق مباشرة وغير مباشرة. ويكون التواصل الشخصى ناجحاً عندما يفهم الرسالة كل من مرسلها والمستقبل لها.

## السياق
يشير السياق إلى الشروط التي تسبق أو تحيط التواصل. وهو يتكون من الأحداث السابقة أو الحاضرة والتي ينبع منها معنى الرسالة. وفي حالة الاتصالات المكتوبة يعتمد السياق على الجمل التي تسبق أو تتبع علامات التنصيص في السؤال. وفي المحيطات الفورية قد يكون لون المعانى المنظورة للكلمات. وعادة ما يتحول الحديث الآمن بسهولة إلى غموض أو هجوم في السياق داخل غرفة راحة أو صالة استجمام على سبيل المثال. وهذه المؤثرات لا تشكل بذاتها الرسالة ولكن هذه الفروق الدقيقة والغريبة تغير في تأثير معنى الرسالة. في النهاية فإن السياق يتضمن العالم بأكمله ولكنه عادةً يشير إلى مؤثرات بارزة مثل الآتى:
-المحيط الفيزيائى:
الموسم أو الطقس أو البيئة والموقع الفيزيائى الحالى.
-الظروف المحيطة:
غرفة الدراسة أو الصراع العسكرى أو الخروج للتسوق.
-الخلفيات الثقافية واللغوية
-التقدم المتطور أو الحالة العاطفية
-القواعد المتناقضة أو المتكاملة:
المدير والعاملون، المعلم والطالب، الآباء والأبناء، الصديق والعدو، الشريك والمنافس.

## نظريات

### نظرية عدم التأكد
تأتى نظرية عدم التأكد من النظرة النفسية المجتمعية. إنها تعالج أساس كيفية اكتسابنا للمعلومات عن الآخرين. وفقاً للنظرية فإن البشر لديهم صعوبة تجاه ما هو غير مؤكد. فهم يريدون أن يكونوا قادرين على التنبؤ بالسلوك ولذلك فإنهم يندفعون تجاه السعى وراء معلومات أكثر عن الآخرين. كما تؤكد النظرية أن الغرباء في أثناء المقابلات يتجهون إلى الخطوات المؤكدة وأماكن البحث المعروفة حتى يقللوا من عدم تأكدهم تجاه بعضهم البعض وحتى يكونوا فكرة عما إذا كان الفرد يحب الآخر أو يكرهه. وعندما نتواصل فإننا نصنع خططاً من أجل تحقيق أهدافنا. ولكن عندما تصل لحظات عدم التأكد إلى أقصى درجاتها فإننا نكون حذرين جداً ونعتمد على المعلومات المتاحة لنا أثناء الموقف. وعندما يكون تأكدنا من المعلومات ضئيلاً فإننا نفقد الثقة في خططنا ونلجأ إلى خطط طارئة. كما تؤكد النظرية أيضاً أنه كلما زاد عدم التأكد كلما أصبح هناك مسافات بين البشر وهذه التعبيرات الغير لفظية تميل إلى ترسيخ مبدأ الحد من عدم التأكد.
و تشمل بنيات مستوى عدم التأكد الطرق وطبيعة والعلاقات التي تحد من عدم التأكد. فتتضمن الافتراضات الأساسية أن الفرد سوف يتعامل معرفياً مع وجود عدم التأكد ويتخذ خطوات للحد منه. والشروط المحدودة لهذه النظرية أنه يجب أن يكون هناك نوع من المواقف الاجتماعية في المحيط الخارجى وعملية معرفية تتم بالداخل.
وفقاً لهذه النظرية فإننا نحد من عدم التأكد بثلاث طرق:
1- الاستراتيجيات المجهولة : التعرف على الفرد.
2- الاستراتيجيات المعلومة : سؤال الآخرين عن الفرد أو جمع المعلومات عنه.
3- الاستراتيجيات المتفاعلة: طرح الأسئلة والكشف عن الذات.

### نظرية التبادل الاجتماعى
تأتى نظرية التفاعل الاجتماعى تحت منظور التفاعل الرمزى. تشرح هذه النظرية وتصف متى ولماذا يكشف البشر معلومات مؤكدة عن أنفسهم للآخرين. كما تستخدم أيضاً نظرية الاعتماد المتبادل لثيبوت وكيلى (1959) وهذه النظرية تثبت أن العلاقات تنمو وتتطور وتتدهور وتذوب كنتيجة لعملية انكشاف التبادل الاجتماعى. والتي قد تصوَّر كمقايضة للمكاسب والتكاليف معاً بين الشركاء وأعضاء الشركة والآخرين (هستن، برجس 1979). كما تناقش نظرية التبادل الاجتماعى أن المؤثر الرئيسى في العلاقات الشخصية هو إرضاء المصلحة الشخصية لكلا الطرفين. ويقول واضعوا النظرية أن المصلحة الشخصية ليست بالضرورة شيئاً سيئاً ولكن هذا قد يعزز العلاقات تعزيزاً فعلياً.
وفقاً للنظرية فإن التفاعل البشرى يشبه الصفقة الاقتصادية والتي فيها نسعى إلى إعلاء المكاسب وتقليل التكاليف. فأنت لن تكشف معلومات عن نفسك إلا إذا كانت المكاسب ترضيك وكلما كانت المكاسب تفوق التكاليف فإن حميمية الفرد تجاه الآخر تزداد بمشاركة المعلومات الشخصية كل واحد عن ذاته للآخر. وبنية هذه النظرية تتضمن التوقعات العلاقائتية والمكاسب أو التكاليف المنظورة في العلاقة. وقد ناقش ليفنجر (1965-1976) النجاح الاجتماعى كاعتماد على جميع المكاسب أثناء العلاقة مثل الأمان العاطفى والوفاء الجنسى. كما ناقش أيضاً أن نجاح أو فشل الزيجات يعتمد على الحواجز التي تُبنى لتحول العلاقة دون تركها مثل التحديات المالية والانجذابات البديلة مثل الخيانة. كما أثبت ليفنجر أن الزيجات سوف تفشل إذا كانت الانجذابات تقل بين كلا الطرفين وإذا كانت الحواجز التي تحول دون ترك الزوج ضعيفة وإذا كانت البدائل الخارجية جذابة.
و تتضمن الافتراضات الأساسية أن البشر يقارنون بين المكاسب والتكاليف أثناء تطور العلاقة. والشرط الأساسى لهذه النظرية هو أن يكون هناك على الأقل فردان لديهم نوع من التفاعل.
أيضاً ترتبط نظرية التبادل الاجتماعى بنظرية الاختراق الاجتماعى تقريباً.

### التفاعلالرمزى
يأتى التفاعل الرمزى من وجهة نظر اجتماعية وثقافية حيث أنه يعتمد على خلق المعانى المشتركة من خلال التفاعل مع الآخرين. وتركز هذه النظرية على الطرق التي يشكل بها الناس معانى وبنية في المجتمع من خلال التفاعلات. حيث أن البشر يندفعون للعمل على أساس المعانى والأشياء والأحداث التي يقدمونها للآخرين. ويناقش التفاعل الرمزى أن العالم يتكون من تلك الكائنات الاجتماعية والتي تَدعى بأسماء وتمتلك معانى مصممة اجتماعياً. ومع مرور الوقت عندما يتفاعل الناس معاً فإنهم يلجأون إلى معانى وشروط مؤكدة ومعروفة وبالتالى يفهمون الأحداث بطرق معينة. وهناك ثلاث مفاهيم في هذه النظرية وهي: المجتمع والنفس والعقل.
المجتمع:
تنطوى الأعمال الاجتماعية (التي تخلق المعانى) على لفتة أولية من فرد واحد كرد فعل من مبادرة أولية من شخص آخر ونتيجة لها.
النفس:
تأتى الصورة الذاتية من التفاعل مع الآخرين وعلى أساس تصوراتهم.
يكوّن الفرد حساً تجاه العالم ويعرف مصيره من خلال التفاعلات الاجتماعية. فالفرد بذاته هو كائن كبير ومثل كل الكائنات الاجتماعية التي يتم التعرف عليها من خلال التفاعلات الاجتماعية مع الآخرين.
العقل:
قدرتك على استخدام رموز كبيرة للاستجابة لذاتك يجعل التفكير ممكناً فأنت تتعرف على الكائنات من حيث كيفية التفاعل معها. تصبح الكائنات ما هو بداخل عملية عقلية رمزية. وتتضمن بنية هذه النظرية خلق المعانى والمعايير الاجتماعية والتفاعلات البشرية والعلامات والرموز.
والافتراض الأساسى لهذه النظرية هو أن المعنى والواقع الاجتماعى يتشكلان من التفاعل مع الآخرين ويجب التوصل إلى معنى مشترك. والشروط المحدودة لهذه النظرية هي أنه يجب أن يكون هناك عدد كبير من الناس يتواصلون ويتفاعلون وبالتالى يتم تعيين مواقف أو أشياء.

### نظرية الديالكتيك العلائقية
من أجل فهم نظرية الديالكتيك العلائقية، يجب علينا أولاً أن نفهم على وجه التحديد ما يشمل مصطلح الخطاب. لذلك فالخطابات هي نظم المعانى التي تُقال كلما جعلنا الكلام واضحاً بصوت عال مع الآخرين أو في رؤوسنا عندما نجرى محادثات داخلية. الآن مع الأخذ في الخطاب الطويل واقتران ذلك مع نظرية الديالكتيك العلائقية، يُفترض أن هذه النظرية «تخرج من التفاعل بين الخطابات المتنافسة».
و أيضاً تطرح هذه النظرية افتراضاً أساسياً وهو «أن الحوار هو في وقت واحد وحدة واختلاف»، وبالتالى فإن هذه الافتراضات تنوه عن مفهوم خلق المعانى داخل أنفسنا والآخرين عندما نتواصل، ومع ذلك فإنها تظهر أيضاً كيف يمكن تفسير المعانى ضمن محادثاتنا وفهمها، والتي بالطبع قد يُساء فهمها أحياناً، وبالتالى فإن التفسيرات التي نجدها في الرسائل التواصلية لدينا قد تخلق سلالات في أفعالنا التواصلية والتي يمكن وصفها بأنها «التوترات الجدائلية».
لذا إذا افترضنا أن كل موقف من خطابنا، سواء في المحادثات الخارجية أو الداخلية «بداخل أنفسنا» له خصائص تنافس، فيمكن أن نتخذ نظرية الديالكتيك العلائقية وننظر إلى الخطابات المتنافسة في محادثاتنا ثم نحلل كيفية أن يكون هذه له تأثير على مختلف جوانب حياتنا. ويمكن رؤية العديد من الأمثلة على ذلك في الأفعال التواصلية اليومية التي نشارك فيها ولكن يمكن على الأرجح أن نجد التوترات الجدلية ضمن الخطابات لدينا في التواصل بين الأشخاص نظراً للطبيعة الوثيقة في العلاقات الشخصية. والمثل المعروف «ينجذب المتضادون، ولكن الطيور على أشكالها تقع» يجسد هذه التوترات الجدلية.
ثلاثية الديالكتيك العلائقية :
من أجل فهم نظرية الديالكتيك العلائقية يجب على الفرد أن يكون ذا وعى بأن هناك ثلاثة أنواع مختلفة من الديالكتيك العلائقية، وهذه الثلاث هي: الترابط والانفصال، اليقين وعدم اليقين، الانفتاح والانغلاق.
الترابط والانفصال :
معظم الأفراد يرغبون بشكل طبيعى أن يكون هناك ترابط وثيق في العلاقات الشخصية التي نحن جزء منهم. ومع ذلك فمن المفترض أيضاً أنه لن تكتمل علاقة دون وجود الأفراد المعنيين داخلها حيث أنها تتضمن أيضاً وقت وجودهم وحدهم. كما يمكن للأفراد الذين لا يتم التعرف عليهم إلا من خلال العلاقات الشخصية أن يفقدوا هويتهم الفردية.
اليقين وعدم اليقين :
يرغب الأفراد في الشعور بالطمأنينة والقدرة على التنبؤ في العلاقات بين الأشخاص التي هم جزء منها. ومع ذلك فإنهم أيضاً يرغبون في وجود مجموعة متنوعة من التفاعلات التي تأتى من وجود العفوية والغموض في علاقاتهم كذلك. وقد أظهرت الكثير من الأبحاث أن العلاقات التي تصبح لطيفة ومتناغمة ليست مرغوبة.
الانفتاح والانغلاق :
في العلاقات الشخصية الوثيقة، غالباً ما يشعر الفرد بالضغط للكشف عن معلومات شخصية. ويمكن دعم ذلك الافتراض بالنظر إلى نظرية الاختراق الاجتماعى، والتي هي نظرية أخرى تُستخدم في كثير من الأحيان ضمن دراسة التواصل الشخصى. أيضاً قد يضاعف هذه التوتر الرغبة الطبيعية للحفاظ على بعض الخصوصية الشخصية من الآخرين. النضال في هذه المعنى يوضح جوهر الديالكتيك العلائقية.

### الإدارة المنسقة للمعنى
الإدارة المنسقة للمعنى هي نظرية تفترض أنه عندما يتفاعل فردان مع بعضهما البعض فإن كلاً منهما يبنى تفسيره الخاص وإدراكه وراء ما تعنيه المحادثة التي تدور بينهما. وهناك افتراض أساسى في هذه النظرية يتضمن الاعتقاد الذي يتبناه الأفراد الذين بينهم التفاعل بناءً على القواعد التي من المتوقع أن يتم اتباعها أثناء الانخراط في مجال الاتصالات وهو «أن الأفراد داخل أي وضع اجتماعى يريدون أولاً أن يفهموا ما يجرى ويطبقون أيضاً قواعد لمعرفة الأمور».
و هناك نوعان مختلفان من القواعد التي يمكن للأفراد أن يطبقوها في أي حالة تواصلية. وهي القواعد التأسيسة أو القواعد التنظيمية.
القواعد التأسيسة :
هي أساساً قواعد للمعانى تستخدم من قبل الإعلاميين لتفسير أو فهم حدث أو رسالة
القواعد التنظيمية :
هي أساساً قواعد الإجراءات المستخدمة لتحديد كيفية الرد أو التصرف.
يمكن أن نرى مثالاً على ذلك إذا كان المرء يفكؤ في حالة افتراضية في اثنين من الأفراد يتحدثان. إذا أرسل أحدهما رسالة للآخر فإن مستقبل الرسالة يجب أن يتفاعل معها ويفسر ما تعنيه. يمكن أن يتم هذه في كثير من الأحيان بشكل فورى تقريباً لأن قواعد التفسير التي يتم تطبيقها على الوضع هي قواعد فورية وبسيطة. ومع ذلك فهناك بعض الأوقات أيضاً يلجأ فيها الفرد للبحث عن تفسير مناسب من القواعد ضمن التفاعل. وهذه يعتمد ببساطة على المعتقدات والتصورات السابقة لدى كل منهما عن التواصل ضمن سياق معين وكيف يمكن تطبيق ذلك على التفاعل التواصلى الحالى. من المهم أيضاً أن نفهم داخل بنيات هذه النظرية أن حقيقة قواعد المعنى هذه يتم اختيارها داخل سياق. وعلاوة على ذلك، فإن سياق الحالة يمكن فهمه باعتباره إطاراً لتفسير أحداث معينة.
و يعتقد واضعوا هذه النظرية أن هناك عدداً مختلفاً من السياق يمكن للفرد الرجوع إليه عند تفسير حدث تواصلى ما. ويشمل سياق العلاقة، سياق الحلقة، سياق مفهوم الذات، سياق النموذج الأصلى.
سياق العلاقة :
هذه السياق يفترض أن هناك توقعات متبادلة بين الأفراد الذين هم أعضاء في مجموعة.
سياق الحلقة :
يشير هذا السياق ببساطة إلى حدث معين يتم فيه تفاعل تواصلى.
سياق مفهوم الذات :
يهتم هذه السياق بشعور الفرد بذاته. أو تعريفه الشخصى لنفسه.
سياق النموذج الأصلى :
هذه السياق هو أساساً صورة مما يعتقده أحد الأشخاص بشأن الحقائق العامة في التبادلات التواصلية.
و علاوة على ذلك يعتقد بيرس وكورنن أن هذه السياقات المحددة توجد بطريقة هرمية. وتفترض هذه النظرية أن مستوى الجزء السفلى من هذا التسلسل الهرمى يتكون من الفعل التواصلى. وبعده يأتى في التسلسل سياق العلاقة ثم سياق الحلقة ويليها سياق مفهوم الذات وأخيراً سياق النموذج الأصلى.

### نظرية الاختراق الاجتماعى
وضعت من قبل اروين التمان وتايلور دالاس. وقدمت نظرية الاختراق الاجتماعى لتوفير الإطار المفهومى الذي يصف التطور في العلاقات الشخصية. وتشير هذه النظرية إلى المعاملة بالمثل في السلوكيات بين اثنين من الناس الذين هم في عملية تطوير هذه العلاقة. وهذه السلوكيات يمكن أن تختلف بين تبادل لفظى وتبادل غير لفظى والتصورات الشخصية وأيضاً استخدام البيئة من حولهم. وتختلف السلوكيات استناداً إلى مستويات مختلفة من العلاقة الحميمة التي تواجه العلاقة.
نظرية البصل:
تعرف هذه النظرية باسم «نظرية البصل». ويوضح هذه التشبيه أن الشخصيات مثل البصل لديها طيقات وهي تبدأ من الخارج «ما يراه الناس» على طول الطريق حتى النخاع «تلك الذات الخاصة». وعندما تبدأ العلاقة في التطور، فمن المعتاد بالنسبة للأفراد داخل العلاقة الخضوع لعملية الكشف عن الذات. حيث أن الأفراد عندما يكشفون عن ملعومات عن أنفسهم فإن طبقاتهم تبدأ في التقشير. ومرة واحدة يتم تقشير الطبقات بعيداً حتى أنهم لا يستطيعون إعادتها مرة أخرى، فأنت لا يمكنك إعادة طبقات البصل مرة أخرى.
و هناك أربع مراحل مختلفة في نظرية الاختراق الاجتماعى وتشمل هذه المراحل: التوجه، التبادل العاطفى الاستكشافى، التبادل المؤثر، التبادل المستقر .
مرحلة التوجه :
في البداية يتبادل الغرباء كميات قليلة جداً من المعلومات ويكونون حذرين جداً في تفاعلاتهم .
مرحلة الاستكشاف العاطفى :
بعد ذلك، يصبح الأفراد إلى حد ما أكثر ودية وراحة مع أنماط اتصالاتهم .
التبادل المؤثر :
في المرحلة الثالثة، يصبح هناك كمية عالية من التواصل المفتوح بين الأفراد وعادة ما تتكون هذه العلاقات من الأصدقاء المقربين أو الشركاء أو حتى الروة مانسيين .
التبادل المستقر :
المرحلة النهائية تتكون ببساطة من تعبيرات مستمرة من أنواع مفتوحة وأنواع شخصية من التفاعل .
إذا كان الشخص سريعاً في التنقل بين هذه المراحل ويتبادل الكثير من المعلومات بسرعة كبيرة جداً، قد يرى المتلقى أن هذه التفاعل سلبى وهذه العلاقة تكون أقل احتمالاً في أن تستمر.
مثال على ذلك: التقى ت جحينى بجوستن لأنهم كانوا يجلسون على طاولة واحدة في حفل زفاف. وفي غضون دقائق من مقابلة أحدهما للآخر، تشارك جستن مع جينى في نقاش صغير. فقررت جينى أن تقول لجستن كل شئ عن صديقها السابق وعن الكثير من البؤس الذي سببه بداخلها. هذا هو نوع من المراحل الثالثة والرابعة في المشاركة وليس مرحلة واحدة. ويرجع ذلك إلى حقيقة أن جينى قالت لجستن أكثر بكثير مما يريد أن يعرفه. وهنا ربما ينظر هو إليها بشكل سلبى أو يعتقد أنها مجنونة وهذه قد يمنع أي علاقة يمكن أن تحدث بينهما في المستقبل.
يعتقد التمان وتايلور أن مبادئ نظرية التبادل الاجتماعى هي التنبؤ بدقة عما إذا كان الناس سوف يخاطرون في الكشف عن ذواتهم أم لا . وشملت المبادئ النتائج العلائقية والاستقرار العلائقى والرضا العلائقى . وتفترض هذه النظرية أن النتيجة المحتملة هي الموقف الذي يتم فيه اتخاذ قرار في كمية المعلومات التي يختارها الفرد في تبادل المعلومات الشخصية وذلك عن طرق وزن المكاسب والخسائر التي قد يحصل عليها . بسبب الأنانية الأخلاقية وأن الأفراد دائماً في محاولة لتحقيق أقصى قدر من المتعة وتقليل آلامهم، فإنهم يتصرفون من دافع المصلحة الشخصية . فإذا كان الشخص يسبب لك الكثير من المتاعب أكثر جداً مما يمكن احتماله، فمن المرجح أنك سوف تتخلص منه كصديق لأنه يقلل من المتعة في حياتك.
و هناك مثال على نظرية الاختراق الاجتماعى يمكن أن ينظر إليه عندما يفكر المرء في حالة افتراضية مثل مقابلة شخص ما لأول مرة . وعمق الاختراق هو درجة من الحميمية تم تحقيقها خلال العلاقة . عندما يتقابل فردان لأول مرة، فإن التوقع الثقافى أنه سيتم تبادل المعلومات الشخصية فقط . وذلك يمكن أن يشمل الأسماء والمهن وأعمار المشتركين في الحوار فضلاً عن أي ملعومات أخرى غير شخصية، ولكن ذلك يحدث إذا كان الأعضاء المشاركون في الحوار قد قرروا الاستمرار ومواصلة العلاقة مع استمرار تبادل الرسائل والمعلومات الشخصية المتبادلة . وعرف التمان وتايلور ذلك على أنه عمق واتساع في الكشف عن الذات . وعرف غريفين العمق «أنه درجة من الكشف في منطقة معينة من حياة الأفراد» وعرف الاتساع أنه «مجموعة من المجالات في حياة الأفراد يمكن كشف ملعومات بداخلها».
ناقش التمان وتايلور أربع ملاحظات تسبب حدوث العلاقة وهي:
1- يتم تبادل معلومات هامشية على نحو أقرب من معلومات خاصة.
2- الكشف الذاتى هو المعاملة بالمثل خاصة في المراحل الأولى من تنمية العلاقة.
3- يكون الاختراق سريعاً في البداية ولكنه يصبح بطيئاً بسرعة حتى يتم التوصل إلى الطبقات الداخلية.
4- تحدث عملية تدريجية من انسحاب طبقة تلو الأخرى.
واسطة الكمبيوتر والاختراق الاجتماعى:
من المهم أيضاً أن نلاحظ حقيقة أنه نظراً للتبادلات التواصلية الحالية التي تنطوى على كمية عالية من المحادثات بواسطة الكمبيوتر الذي يدخل في الاتصالات وينبغى أن يتم معالجة هذه المجال من الاتصالات بالاعتماد على نظرية الاختراق الاجتماعى . ويبدو أن التواصل عبر الإنترنت يتبع مجموعة مختلفة من القواعد . لأن الكثير من التواصل عبر الإنترنت بين الناس يحدث على مستوى المجهول، ويعطى الأفراد حرية التخلى عن قواعد الكشف عن الذات بين الأشخاص . بدلاً من الكشف ببطء عن الأفكار الشخصية والعواطف والمشاعر للآخرين فإن الأشخاص المجهولين قادرون على الكشف عن معلوماتهم الشخصية فوراً ودون وجود نتيجة لذلك . وتلاحظ يدبيتر أن مستخدمى الفيسبوك يكشفون عن ذواتهم عن طريق نشر المعلومات الشخصية والصور والهوايات والرسائل . ووجدت الدراسات أن مستوى المستخدم في الكشف عن الذات يرتبط مباشرة بمستوى الاعتماد المتبادل على الآخرين . وذلك قد يؤدى إلى نتائج سلبية نفسية وعلائقية . كما تظهر الدراسات أيضاً أن الناس يكونوا أكثر عرضة للكشف عن المعلومات الشخصية أكثر مما لو كانوا وجهاً لوجه في التواصل . ويرجع ذلك في المقام الأول إلى مستوى أعلى من التحكم في سياق وسيلة الاتصال عبر الإنترنت . وبعبارة أخرى فإن الأفراد الذين لديهم فقر في المهارات الاجتماعية قد يفضلون وسيلة الفيسبوك أكثر من الأفراد الذين لديهم المزيد من السيطرة . وهذه قد يؤدى إلى تجنب الاتصال وجهاً لوجه والذي هو ضار بلا شك في التعامل مع الآخرين . والسبب في أن الكشف عن الذات تم وصفه بأنه محفوف بالمخاطر أنه في كثير من الأحيان يخضع الأفراد لشعور بعد اليقين والقابلية في الكشف عن المعلومات الشخصية التي يمكن أن يتم الحكم عليها بطريقة سلبية من قبل المتلقى . وبالتالى فهذا سبب في أن الاتصال وجهاً لوجه يجب أن يتطور في مراحل عندما تتطور العلاقة الأولية .

### نظرية الأنماط العلائقية في التفاعل
نظرية الأنماط العلائقية في التفاعل هي تقليد معرفى تدرس كيفية تعريف العلاقات من خلال تفاعل الشعوب أثناء الاتصال. وأرسى جريجورى باتيسون وبول وآخرون الأساس لهذه النظرية ومضوا في ذلك حتى أبحوا معروفين باسم الجماعة بالو ألتو. وأصبحت نظريتهم الأساس للعلماء الذين يبحثون في مجال الاتصالات ودراسة العلاقات.
الاتصالات في كل مكان:
تذكر المجموعة بالو ألتو أن وجود الشخص ينتج وحده تعبير عن الأشياء في أنفسهم وعلاقاتهم مع الآخرين. فلا يمكن أن يتجنب الأشخاص ذلك وحتى إذا فعلوا ذلك فإنه سيتم قراءتهم كبيان من قبل الآخرين. وهذه التفاعل في كل مكان يؤدى إلى إنشاء «توقعات» و«أنماط» والتي تستخدم لتحديد وشرح أنواع العلاقة.